# (3957) Sugie
(3957) Sugie es un asteroide perteneciente al cinturón de asteroides, descubierto el 24 de julio de 1933 por Karl Wilhelm Reinmuth desde el Observatorio de Heidelberg-Königstuhl, Alemania.

## Designación y nombre
Designado provisionalmente como 1933 OD. Fue nombrado Sugie en honor al  astrónomo japonés Atsushi Sugie.